# Zakrzewo (powiat poznański)
Zakrzewo – wieś w Polsce położona w województwie wielkopolskim, w powiecie poznańskim, w gminie Dopiewo.

## Położenie i transport
Wieś położona jest około 5 km na zachód od granic Poznania, tuż za zachodnią autostradową obwodnicą miasta (dojazd z Dąbrowy – trzy wiadukty nad autostradą lub ze Skórzewa przez Dąbrówkę – jeden wiadukt). W 2006 we wsi otwarto prywatne, śmigłowcowe lądowisko Zakrzewo.

## Historia
W latach 1975–1998 miejscowość należała administracyjnie do województwa poznańskiego.

## Zabytki i osobliwości
We wsi zachował się zabytkowy, poewangelicki kościół w stylu neogotyckim z końca XIX wieku (nr rej. 2317/A), jest też cmentarz z pochówkami z 2. poł. XIX w. Na terenie wsi zlokalizowane są też pomniki przyrody – dęby szypułkowe. 
W położonym na południe i zachód od wsi kompleksie leśnym zwanym Lasami Zakrzewskimi (w części znajdującej się na zachód od Zakrzewa) znajdują się masowe groby, w których spoczywają ofiary terroru niemieckiego z czasów II wojny światowej. Dojście do grobów oznaczone jest na biegnącej przez wieś szosie charakterystycznym drogowskazem „z mieczami”, używanym do oznaczania miejsc martyrologii.